# 岡薩雷斯島
62°29′S 59°40′W / 62.483°S 59.667°W
岡薩雷斯島（González Island），是南極洲的島嶼，位於南設得蘭群島的格林尼治島，處於伊基克灣入口處南部，在1947年由智利探險隊繪入地圖，現時由南極條約體系管理。